# Daisuke Inazumi
Daisuke Inazumi (稲積 大介 Inazumi Daisuke?), född 8 maj 1997 i Hyōgo prefektur, är en japansk fotbollsspelare.
Inazumi började sin karriär 2020 i Fujieda MYFC.